# Ostattika
Der Regionalbezirk Ostattika (griechisch Περιφερειακή Ενότητα Ανατολικής Αττικής Periferiakí Enótita Anatolikís Attikís) ist einer der sieben Regionalbezirke der griechischen Region Attika. Von 1972 bis 2010 bildete das Gebiet einen der vier Präfekturbezirke (nomarchíes) der Präfektur und späteren Region Attika, die de facto den übrigen selbstverwalteten Präfekturen (nomí) glichen. Er wurde durch die Teilung der Präfektur Attika in vier Bezirke 1972 geschaffen und mit der Verwaltungsreform 2010 abgeschafft. Der Regionalbezirk Ostattika entsendet 12 Abgeordnete in den attischen Regionalrat, hat darüber hinaus aber keine politische Bedeutung.

## Geografie
Der Regionalbezirk erstreckt sich östlich, nördlich und südlich der griechischen Hauptstadt Athen. Er wird durch den Bergzug des Pendeli in eine nördliche und eine südliche Hälfte geteilt; die beiden Hälften sind nur durch einen schmalen Küstenstreifen bei Rafina verbunden.
Zum Bezirk gehören heute auch Teile des immer weiter ins Umland vordringenden städtischen Ballungsraumes Athen.
Der südliche Teil Ostattikas wird nach Westen durch den Ymittos begrenzt und nach Südwesten durch die Küste des Saronischen Golfes, die als Apollonküste oder attische Riviera beworben wird; hier befinden sich mondäne Badeorte wie Vouliagmeni, Kavouri, Varkiza, Agia Marina, Lagonisi, im weiteren Verlauf bis zur Südspitze Attikas am Kap Sunion wird die Küste felsig. An der buchtenreichen östlichen Küste zur Ägäis hin liegen etliche Küstenorte mit Yachthäfen (Lavrio, Porto Rafti, Rafina; letzteres auch ein Fährhafen zu Inseln der nördlichen Kykladen). Im Landesinneren, den Mesogia (griechisch Μεσόγεια, „Mittelland“), sind auf fruchtbarem rotem Boden weite Olivenhaine anzutreffen; ferner wird Wein angebaut, der, mit dem Harz der Aleppo-Kiefer aromatisiert, als Retsina vertrieben wird; Zentrum der Retsina-Produktion ist Markopoulo. Allerdings verdrängt die von Athen her immer weiter vordringende Urbanisation – zuletzt mit dem Bau des  Flughafens Eleftherios Venizelos bei Spata und der Attiki Odos – die landwirtschaftliche Nutzung immer mehr.
Der nördliche Teil Ostattikas umfasst einige nördliche Vororte von Athen und erstreckt sich vom Parnitha im Westen zur Bucht von Marathon im Osten und der südlichen Bucht von Euböa im Norden.

## Gemeinden

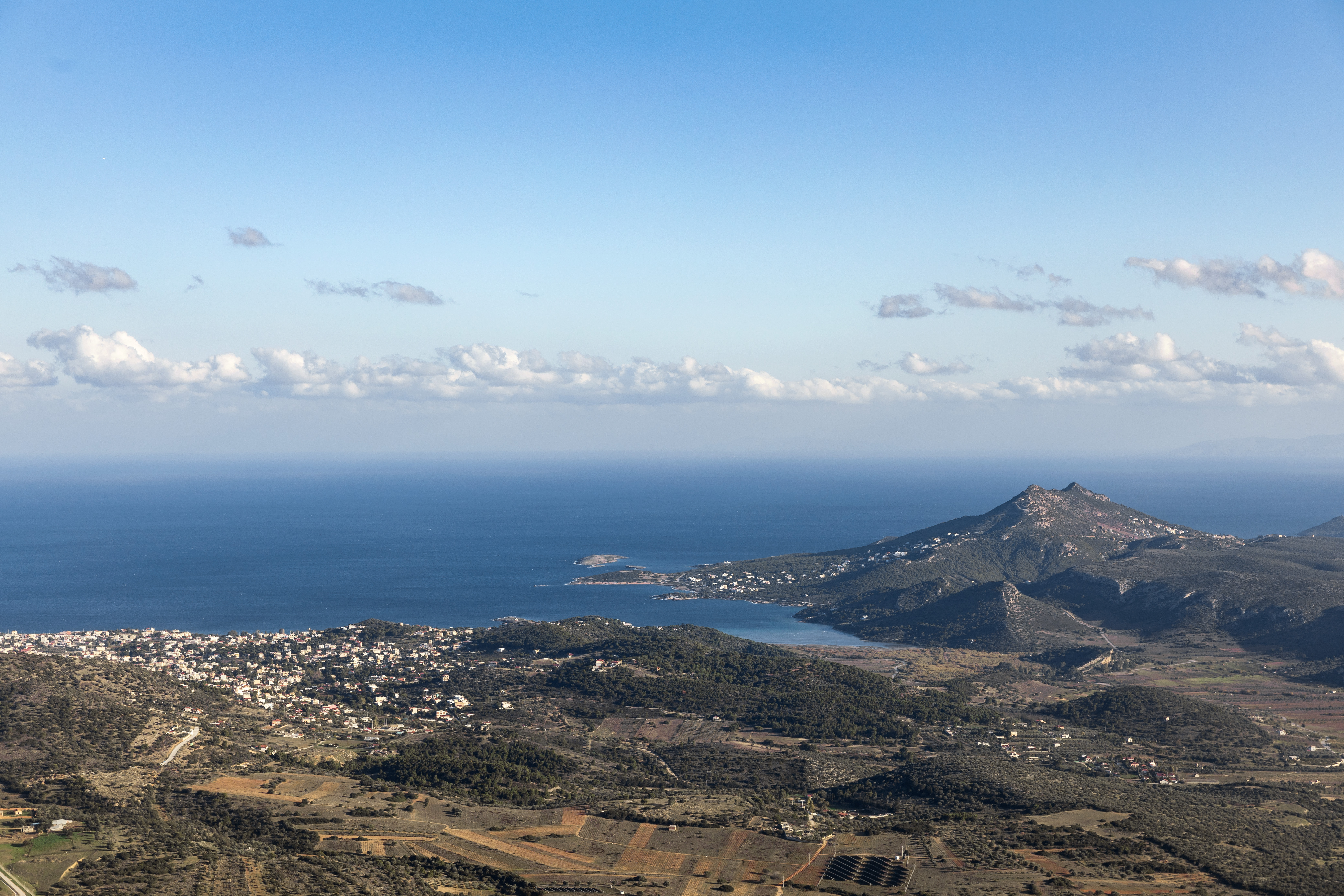
Blick über Spata-Artemida (l.) und Markopoulo Mesogeas

Seit 2011 umfasst der Regionalbezirk die folgenden 13 Gemeinden:
- Acharnes
- Dionysos
- Koropi
- Lavrio
- Marathon
- Markopoulo Mesogeas
- Oropos
- Pallini
- Peania
- Rafina-Pikermi
- Saronikos
- Spata-Artemida
- Vari-Voula-Vouliagmeni

## Antike Stätten
Im Regionalbezirk findet sich eine große Zahl antiker Tempel und anderer Ausgrabungsstätten.
- Poseidon-Tempel am Kap Sunion
- Artemis-Heiligtum von Brauron (Vravro).
- Grabhügel von Marathon
- Nemesis-Tempel von Rhamnous
- Amphiareion bei Oropos